# میرزاحسین‌آباد
میرزاحسین‌آباد ، روستایی از توابع بخش ماژین شهرستان دره‌شهر در استان ایلام ایران است.

## جمعیت
این روستا در دهستان ماژین قرار دارد و براساس سرشماری مرکز آمار ایران در سال ۱۳۸۵، جمعیت آن ۹۷۳ نفر (۲۰۰خانوار) بوده‌است.